# Durllabhganj
Durllabhganj is een census town in het district Paschim Medinipur van de Indiase staat West-Bengalen. 

## Demografie
Volgens de Indiase volkstelling van 2001 wonen er 6129 mensen in Durllabhganj, waarvan 52% mannelijk en 48% vrouwelijk is. De plaats heeft een alfabetiseringsgraad van 79%. 